# Korek (tkanka)
Korek, felem (fellem) – tkanka roślinna, występująca jako podelement w systemie tkanek okrywających, perydermie (korkowicy). Jest drugim obok fellodermy produktem działalności fellogenu (tkanki korkotwórczej).
Epiderma pełni funkcję tkanki okrywającej łodygi od kilku tygodni do dwóch lat zależnie od gatunku rośliny. Po tym czasie funkcje  ochronną przejmuje korek. Powstaje przez zróżnicowanie się komórek powstałych dzięki podziałom fellogenu. Składa się z martwych komórek, ściśle przylegających do siebie, wypełnionych powietrzem. Ściany tych komórek są zgrubiałe, czasem zdrewniałe. Pomiędzy ścianą pierwotną a wtórną znajduje się suberyna. Korek chroni roślinę przed utratą wody, mrozem, bakteriami i drobnoustrojami, jest nieprzepuszczalny dla wody i powietrza, wymiana gazowa jest możliwa dzięki umieszczonym w korku przetchlinkom. W  tkance korkowej występują powszechnie dwa typy komórek. Pierwszy typ to komórki cienkościenne tworzące jasną tkankę, drugi zaś to komórki grubościenne wypełnione garbnikami i żywicami tworzące ciemną tkankę. Oba typy komórek mogą występować w korku jednej rośliny. Dodatkowo w korku występują zdrewniałe komórki parenchymatyczne łyka, przekształcające się w sklereidy. Dzięki tym komórkom korek nabiera sztywności.